# Пыньки
Пыньки — деревня в Куньинском районе Псковской области России. Входит в состав Слепнёвской волости.
Расположена в 21 км к югу от райцентра Кунья на северном побережье озера Рогатнино.

## Население
Численность населения деревни на 2000 год составляла 49 жителей.

## История
До 2005 года деревня входила в состав ныне упразднённой Октябрьской волости.